# Bahnhof Waidbruck-Lajen

Der Bahnhof Waidbruck-Lajen (italienisch Stazione di Ponte Gardena-Laion, ladinisch Stazion de Pruca-Laion) befindet sich an der Brennerbahn in Südtirol.

## Lage
Der Bahnhof Waidbruck-Lajen befindet sich auf 471 m Höhe im unteren Eisacktal. Seit der Eröffnung des Schlerntunnels ist er der erste Haltepunkt nördlich von Bozen. Er liegt wenige Meter nördlich des Dorfzentrums von Waidbruck auf dem Gemeindegebiet von Lajen. Am engen Talboden nimmt er den Platz zwischen dem Eisack – nahe der Einmündung des Grödner Bachs – und der erhöht vorbeiführenden A22 ein. Waidbruck ist durch das Aufeinandertreffen der SS 12 und der SS 242 ein bedeutender Knotenpunkt für den Individualverkehr.

## Geschichte
Der Bahnhof Waidbruck wurde 1867 zusammen mit dem gesamten Abschnitt der Brennerbahn zwischen Innsbruck und Bozen in Betrieb genommen. Das Aufnahmsgebäude erwies sich bald schon als zu klein und wurde noch im 19. Jahrhundert vergrößert. Im frühen 20. Jahrhundert erfolgten kleinere bauliche Ergänzungen.
In den Jahren 2014–2015 finanzierte das Land Südtirol umfangreiche Sanierungs- und Modernisierungsmaßnahmen. Dabei wurden Fassade, Dach, Fensterflügel und Wartesaal des Aufnahmsgebäudes erneuert, zudem wurden unter anderem Aufzüge eingebaut, P+R-Plätze angelegt und Stützmauern errichtet. Auf das Jahr 2014 geht auch die Erweiterung des Bahnhofsnamens zurück, mit der aus dem bisherigen Bahnhof Waidbruck der Bahnhof Waidbruck-Lajen wurde.

## Baulichkeiten

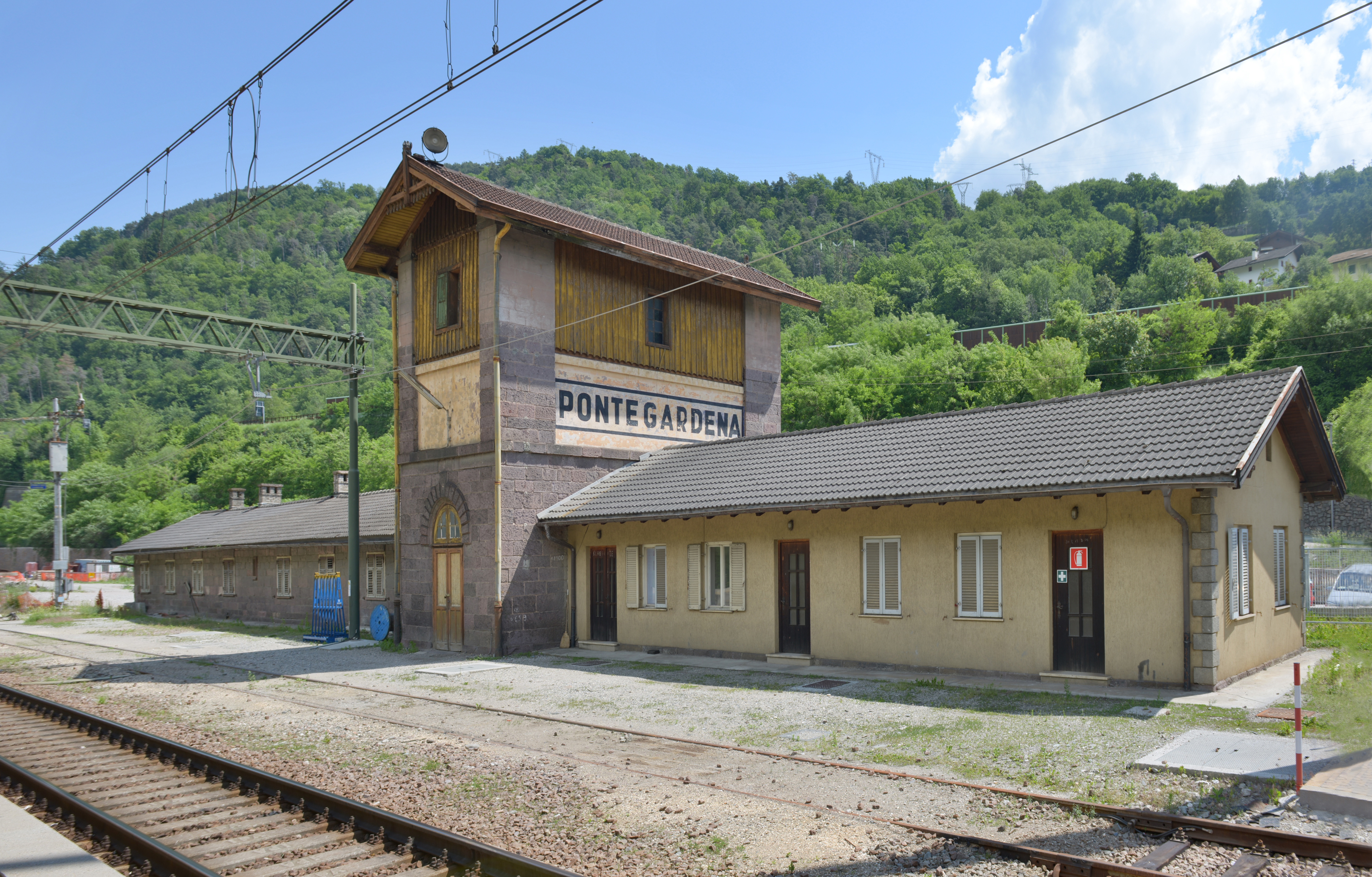
Werkstatt und Wasserstation

Das von Wilhelm von Flattich entworfene Aufnahmsgebäude ist relativ gut im Originalzustand erhalten. Es ist in Porphyr ausgeführt. Auch diverse Baudetails wie die Fenster- und Türumrahmungen sind aus demselben Material gefertigt. Die Dachgiebel sind mit hölzernen Schmuckeinsätzen verziert. Nördlich schließt ein langgezogenes Gebäude mit einem Turm an, das als Werkstatt und Wasserstation diente. Seit 2004 stehen diese historischen Bauten unter Denkmalschutz.

## Funktion
Bedient wird der Bahnhof Waidbruck-Lajen durch Regionalzüge der Trenitalia sowie der SAD. Da er der einzige noch in Betrieb stehende Haltepunkt der Brennerbahn in der näheren Umgebung ist, hat er eine zentrale Funktion für die umliegenden Gemeinden des unteren Eisacktals inne.